# Tân Trung, Tân Yên
Tân Trung là một xã thuộc huyện Tân Yên, tỉnh Bắc Giang, Việt Nam.
Xã Tân Trung có diện tích 9,81 km², dân số năm 1999 là 7249 người, mật độ dân số đạt 739 người/km².